# Low Society
Low Society byla americká bluesrocková hudební skupina pocházející z Memphisu ve státě Tennessee. Jedinými stálými členy byli manželé zpěvačka Mandy Lemons Nikides a kytarista Sturgis Nikides. Ti se seznámili koncem roku 2008 a začali spolu hrát v roce 2009; první koncerty coby Low Society odehráli v lednu 2010. V té době s nimi vystupoval baskytarista a bubeník Charley Roth. V roce 2012 opustili New York, své dosavadní působiště, a usadili se v Memphisu. Mezi další členy patřili baskytaristé Nick Dodson a Jacky Verstraeten a bubeníci Mike Munn a Bart De Bruecker. Za čestného člena byl označován saxofonista Herman Green, který v šedesátých letech hrál například s kytaristou B. B. Kingem.
Kapela debutovala v roce 2011 albem High Time. V roce 2014 vydala ve vydavatelství Icehouse Records druhé album Can’t Keep a Good Woman Down. Třetí vyšlo v roce 2017 pod názvem Sanctified. Hlas zpěvačky skupiny je přirovnáván například k Janis Joplin. Kapela často vystupovala i v Evropě, v listopadu 2012 například odehrála tři koncerty v Česku: ve Zlíně (15.), Praze (16.) a Šumperku (17.). Po větším evropském turné v roce 2019 skupina omezila své aktivity. Činnost kapely skončila po Nikidesově smrti v roce 2024.

## Diskografie
- High Time (2011)
- Can’t Keep a Good Woman Down (2014)
- Sanctified (2017)